# تیکورو کیتا
تیکورو کیتا (انگلیسی: Tiécoro Keita؛ زادهٔ ۱۳ آوریل ۱۹۹۴) بازیکن فوتبال اهل مالی است.
از باشگاه‌هایی که در آن بازی کرده است می‌توان به باشگاه فوتبال ونس، باشگاه فوتبال گنگام، و باشگاه فوتبال پاریس اشاره کرد.
وی همچنین در تیم‌های ملی فوتبال زیر ۲۰ سال مالی و مالی بازی کرده است.